# Action
Action, engelska för handling, är en genre i fiktion, framförallt i film (actionfilm), datorspel (actionspel), leksaksmarknad (actionfigurer) och tecknade serier.
Action omfattar snabba, riskfyllda och ibland våldsamma aktiviteter, som slagsmål, strid, kampsport, biljakter och extremsport.
Actiongenren är en av de mer livaktiga och framgångsrika. Av de 250 mest framgångsrika filmerna är majoriteten i huvudsak actionberättelser. Många av de bäst säljande böckerna är också actionberättelser. De flesta av de bäst säljande videospelen är actionbaserade. Bland de mest säljande tecknade serierna är de flesta actionbaserade. Under perioder har western-genren, som ibland räknas som en undergenre till actiongenren, varit totalt dominerande inom TV-serieproduktion.